# Affidélice
l'Affidélice affiné au Chablis is een Franse kaas. In veel opzichten, door herkomst en productie, lijkt hij op een époisses. De kaas wordt echter niet met Marc de Bourgogne gewassen, maar met Chablis. Dit geeft de kaas een duidelijk herkenbare wijngeur en -smaak. Hij wordt gewoonlijk in een houten doosje verkocht.
De korst is eerst lichtoranje en wordt donkerder met het rijpen.
Net als époisses heeft hij een sterke maar soepele smaak en smelt hij op de tong.